# Евреи на Украине
Евреи Украины (укр. Украї́нські євре́ї, ивр. יהודי אוקראינה‎, идиш אוקרייניש אידן‎) — представители различных субэтносов еврейского народа (ашкеназы, сефарды, крымчаки), которые проживали на территории современной Украины, включая Крым, в течение 2 тысячелетий. Большинство евреев Украины исторически относились к ашкеназам, потомкам выходцев из средневековой Германии и восточноевропейских стран. Языком большинства евреев Украины в XX веке был идиш, возникший на основе верхненемецких диалектов во взаимодействии с семитскими (древнееврейскими) и славянскими элементами.

## История
Евреи проживали на территории современной Украины с давних времен. Первые упоминания о них датируются IV веком до н. э., когда они появились в Крыму и греческих колониях на северо-восточном побережье Чёрного моря. В VIII—X веках из Византии, Кавказа, Багдадского халифата, франкских и испанских земель евреи мигрировали в Хазарию, где среди элиты был распространен иудаизм. Часть евреев на территории Украины тех времен разговаривала на еврейско-славянских диалектах, т. н. кнаанит, у них встречались и тюркские имена. После завоевания каганата в 964 году киевским князем Святославом Игоревичем тамошние евреи переселились в Киев.
В XIII—XV веках в Западной Европе под руководством инквизиции распространялась борьба за чистоту веры и исповедания, следствием чего стало изгнание иудеев из государств и городов западной и центральной Европы и их массовая миграция на восток, в Австрию, Венгрию, Богемию, Польшу и Османскую империю. Это было во многом связано с разразившейся в XIV веке эпидемией чумы, в распространении которой обвиняли евреев. В конце XV века говорящие на идиш евреи из Польши и Германии (ашкеназы) начали прибывать в Великое княжество Литовское, в состав которого входили также многие украинские земли. Основным ареалом их расселения в те времена было Подляшье и города Волыни. Оттуда они переселялись в Киев и на Подолье. Киев стал одним из крупнейших центров еврейского религиозного образования.
В XVII веке евреи пострадали во время восстания под руководством Богдана Хмельницкого. Во многих городах, особенно на Подолье, Волыни и Левобережной Украины, еврейское население было почти полностью уничтожено. По условиям Зборовского договора евреям запрещалось жить на казацкой Украине.
Пётр I не допускал в страну западных евреев, но при этом никаких преследований евреям, жившим на недавно присоединённых территориях, включая Украину, не было. Наследники Петра вели себя иначе. Через два года после его смерти его вдова императрица Екатерина I издала указ: «Все евреи мужского пола и женского пола, которые находятся на Украине и в других русских городах, должны быть немедленно изгнаны за границы России. Отныне они не будут допускаться в Россию ни под каким предлогом, и за этим повсюду будут строго следить». Реализация указа вызвала много проблем. В 1743 году Правительствующий сенат представил дочери Петра Елизавете Петровне доклад о выгоде допуска еврейских торговцев в империю, но она написала на полях доклада «От врагов Христовых не хочу иметь никакой прибыли».
После второго раздела Польши в 1793 году, в Российскую империю вошли Волынь, Подолье и Киевщина с многочисленным еврейским населением. В 1794 году была расширена черта оседлости — евреям из бывших польских земель было разрешено селиться и на левобережье — в Черниговской, Полтавской и Киевской (без Киева) губерниях, но только в городах и местечках. Черта оседлости для евреев просуществовала до 1915 года.
После октябрьской революции 1917 года и ликвидации «черты оседлости» евреи стали переселяться на левобережье и в крупнейшие города Украины и России. По данным переписи 1926 года, в УССР насчитывалось 1750000 евреев. В городах УССР в 1926 проживало уже 77 % всех евреев, в 1939 г. — 86 %, тогда как в 1897 — менее 40 %. В рамках политики «коренизации» в 1920-х были созданы еврейские сельсоветы и национальные районы, где организовывались еврейские школы и учреждения культуры, а идиш был официальным языком делопроизводства и обучения. С середины 1930-х, после прекращения «коренизации», еврейские национальные районы были расформированы, а большинство общественных организаций и периодических изданий ликвидированы.

## Современность
С 1959 по 2001 год численность евреев Украины сократилась с 840,3 тысяч человек до 103,6 тысяч человек (почти в 8 раз). За период с 1989 по 2001 год численность евреев Украины сократилась примерно в 5 раз с 486,3 тысяч человек. Однако данные 2001 года часто ставятся под сомнение многими еврейскими организациями Европы, например Европейский еврейский конгресс считает, что реальное количество евреев Украины достигает 360—400 тысяч человек с крупнейшими общинами в Киеве (110 тысяч), Днепропетровске (60 тысяч), Одессе (45 тысяч) и Харькове (45 тысяч). Тем не менее, никто не ставит под сомнение факт массового оттока евреев из Украины в США и Израиль по причине стремительного падения украинской экономики (см. экономика Украины).
С приобретением независимости Украины, постепенно началось возрождение общинной еврейской жизни. В 1999 году была основана Объединённая еврейская община Украины, которая и сегодня является одной из крупнейших еврейских общественных организаций в стране. За годы своей работы ОЕОУ удалось объединить порядка 126 еврейских общин Украины. Помимо этого, организация реализовывает значимые социальные и культурные проекты, способствующие поддержанию еврейского образа жизни (раздача мацы, еврейских календарей, поддержка в борьбе с антисемитизмом, благотворительные программы).
На данном этапе одной из ключевых задач ОЕОУ — объединение всех действующих еврейских общин Украины, помощь в поддержке культурной и религиозной жизни евреев, создание качественного информационного пространства и реализация научно-культурных проектов, способствующих активизации еврейского общества.
В 2015 году был проведен опрос авторитетным американским научным центром Pew Research по вопросу религиозных верований и национального самоопределения в странах Центральной и Восточной Европы, где исследователи также измеряли уровень «социального восприятия», задав вопрос насколько граждане той или иной страны готовы видеть евреев, мусульман и ром в качестве сограждан, соседей или членов семей. По данным опроса Украина вышла в лидеры в регионе по показателю терпимости к евреям: только 5 % граждан заявили, что они не готовы воспринимать евреев в качестве сограждан.
Украинские евреи являются одной из самых урбанизированных групп населения, примерно 98,5 % из них проживают в городской местности. Как правило, украинские евреи русскоязычны (83 %), только 13,4 % заявили, что считают родным украинский язык, а 3,1 % считают своим родным языком идиш.

## Занятость
Социально-профессиональная структура еврейского населения Украинской ССР в 1926—1989 годах,%[страница не указана 2243 дня]
|                                        | 1926 | 1939 | 1959 | 1970 | 1979 | 1989 |
| -------------------------------------- | ---- | ---- | ---- | ---- | ---- | ---- |
| Партийно-государственный аппарат       | 0,3  | 1,3  | 0,4  | 0,3  | 0,3  | 0,3  |
| Руководители среднего звена            | 2,0  | 8,3  | 8,7  | 8,5  | 7,6  | 8,3  |
| Ученые и преподаватели вузов           | 0,1  | 0,8  | 1,2  | 2,1  | 3,2  | 3,7  |
| Другие специалисты высшей квалификации | 6,5  | 12,8 | 20,1 | 26,5 | 31,9 | 33,2 |
| Специалисты средней квалификации       | 5,4  | 16,6 | 20,2 | 21,2 | 18,9 | 17,2 |
| Младшие служащие                       | 6,2  | 10,2 | 9,2  | 7,3  | 6,2  | 5,5  |
| Рабочие сферы торговли и услуг         | 21,2 | 11,4 | 8,4  | 7,2  | 6,2  | 5,1  |
| Квалифицированные рабочие              | 35,2 | 24,2 | 25,7 | 21,7 | 21,3 | 21,4 |
| Неквалифицированные рабочие            | 11,4 | 11,2 | 5,8  | 5,2  | 4,7  | 5,3  |
| Работники сельского хозяйства          | 11,9 | 3,2  | 0,6  | 0,3  | 0,2  | 0,2  |